# مایکوباکتریوم کانزاسی
مایکوباکتریوم کانزاسی (نام علمی: Mycobacterium kansasii) نام یک گونه از سرده مایکوباکتریوم است.